# Louis Claude de Saulces de Freycinet
Pour les articles homonymes, voir Freycinet, Saulces (homonymie) et Saulce.
Louis Claude de Saulces de Freycinet, né à Montélimar le 7 août 1779 et mort au domaine de Freycinet à Saulce-sur-Rhône dans la Drôme le 18 août 1842, est un géologue et géographe français.

## Biographie
Louis de Freycinet naît le 7 août 1779 dans une famille protestante drômoise.

### L'expédition scientifique aux terres australes(1800-1803)
Louis de Freycinet participe à l'expédition scientifique aux terres australes (1800-1803) dirigée par le commandant Baudin, en qualité de second du capitaine Hamelin sur Le Naturaliste, qui rentre en France en 1802. Il rejoint l'expédition en 1803 à bord du Casuarina, goélette dont il a reçu le commandement. Mais le commandant Baudin meurt le 16 septembre 1803 à l'Île de France et le Casuarina est désarmé.
Il s'embarque avec son frère le baron Louis Henri de Freycinet, devenu commandant de l'expédition, à bord du Géographe, et ils rentrent en France en 1804, où il demande un congé. Il est affecté ensuite au dépôt des cartes et plans de la marine, où il achève la partie historique de l'ouvrage commencé sur le Naturaliste par François Péron, que son décès laissait inachevé, Voyage de découvertes aux terres australes 1800-1804.

### Le voyage autour du monde(1817-1820)

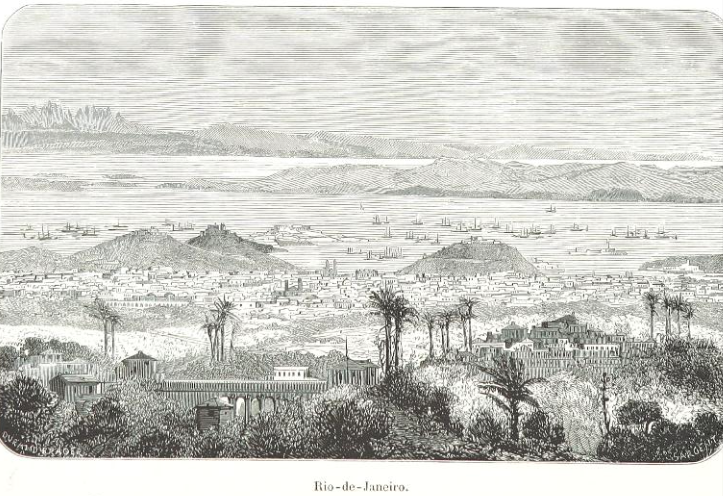
Durand-Brager, 1863 : Freycinet à Rio de Janeiro le 6 décembre 1807.

En 1811, Louis de Freycinet est promu capitaine de frégate et, le 6 juin 1814, il épouse Rose Marie Pinon. Le 27 mai 1817, il reçoit la mission de diriger une expédition de circumnavigation « dans le but de déterminer la figure du globe, d'étudier le magnétisme terrestre et de recueillir tous les objets d'histoire naturelle qui pourraient contribuer à l'avancement de la science ».
Commandant l'Uranie, avec pour second Louis Isidore Duperrey, il lève l'ancre à Toulon le 17 septembre 1817, avec à son bord 126 hommes dont plusieurs savants, Jacques Arago, Charles Gaudichaud-Beaupré, le jardinier Antoine Guichenot, le médecin Jean René Constant Quoy, des jardiniers, des dessinateurs ... et un passager clandestin.
Ce passager clandestin, bientôt découvert, n'est autre que Rose, sa femme, vêtue comme un homme et qui ne reprendra ses vêtements féminins qu'après avoir passé Gibraltar. À bord, elle fait preuve d'un ascendant moral sur l'équipage, ne s'occupe jamais des travaux scientifiques mais égaye tout le monde par ses récitals de guitare. Les noms de Pointe Rose et d'Anse Rose ont été donnés à deux parties de la côte qui touchent le cap Freycinet en Australie ; le nom de Rose a été donné par son mari à une île découverte le 21 octobre 1819 à l'est de l'archipel des Navigateurs (Samoa) : « Je l'appelai l'île Rose, du nom d'une personne qui m'est extrêmement chère », écrit-il dans le livre de bord. Quant à Rose, elle écrit : « C'en est donc fait, voilà mon nom attaché à un petit coin du globe ; bien petit, en effet, car les envieux ne lui accorderont peut-être que le nom d'îlot. »

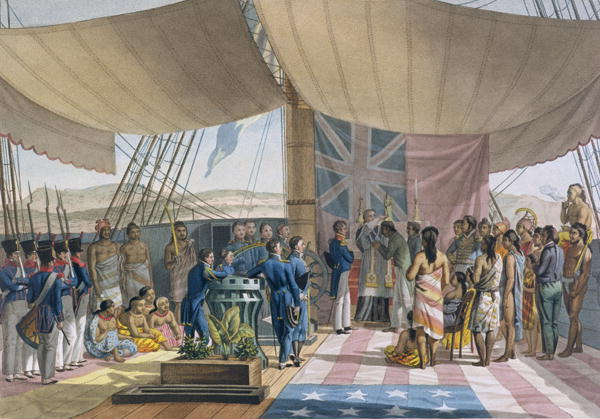
Baptême d'indigènes à bord de l'Uranie dans l'archipel d'Hawaï en 1819

Le journal de bord de Rose de Freycinet ne sera publié qu'en 1927. Il complète merveilleusement bien les récits plus techniques de la relation de son mari. Son regard sur les femmes anglaises expatriées est très attachant.
Le voyage de Louis de Freycinet est un succès scientifique. Il fait des expériences au Cap, à l'île Maurice, à Timor, en Nouvelle-Guinée, aux îles Mariannes et archipel d'Hawaï (îles Sandwich), détermine en 1819 la position des îles du Danger (i.e l'atoll de Pukapuka aux îles Cook), fait escale à Sydney où il se livre à d'importantes études sur le magnétisme et la pesanteur. Il recueille de nombreux renseignements de géographie, d'ethnographie, de physique et de botanique. Retournant en France par le cap Horn, l'Uranie, poussée par un coup de vent soudain, est projetée sur une roche sous-marine, non inscrite sur les cartes imprécises de l'époque, le 14 février 1820, auprès des îles Malouines. Freycinet sauve cependant, non seulement l'équipage, mais aussi une partie importante des travaux scientifiques, « malgré la perte de dix-huit caisses dans le naufrage ».
Après deux mois d'attente, il est secouru par un trois-mats baleinier américain, le Mercury, qui les transporte jusqu’à Montevideo. Après de longues tractations, Freycinet rachète le navire qu’il rebaptise la Physicienne. Le bateau lève l'ancre le 7 juin, remonte à Rio de Janeiro où il reste de nouveau près de 3 mois et atteint Le Havre le 13 novembre 1820 : la longue expédition n’a connu que 7 pertes humaines et 38 désertions.

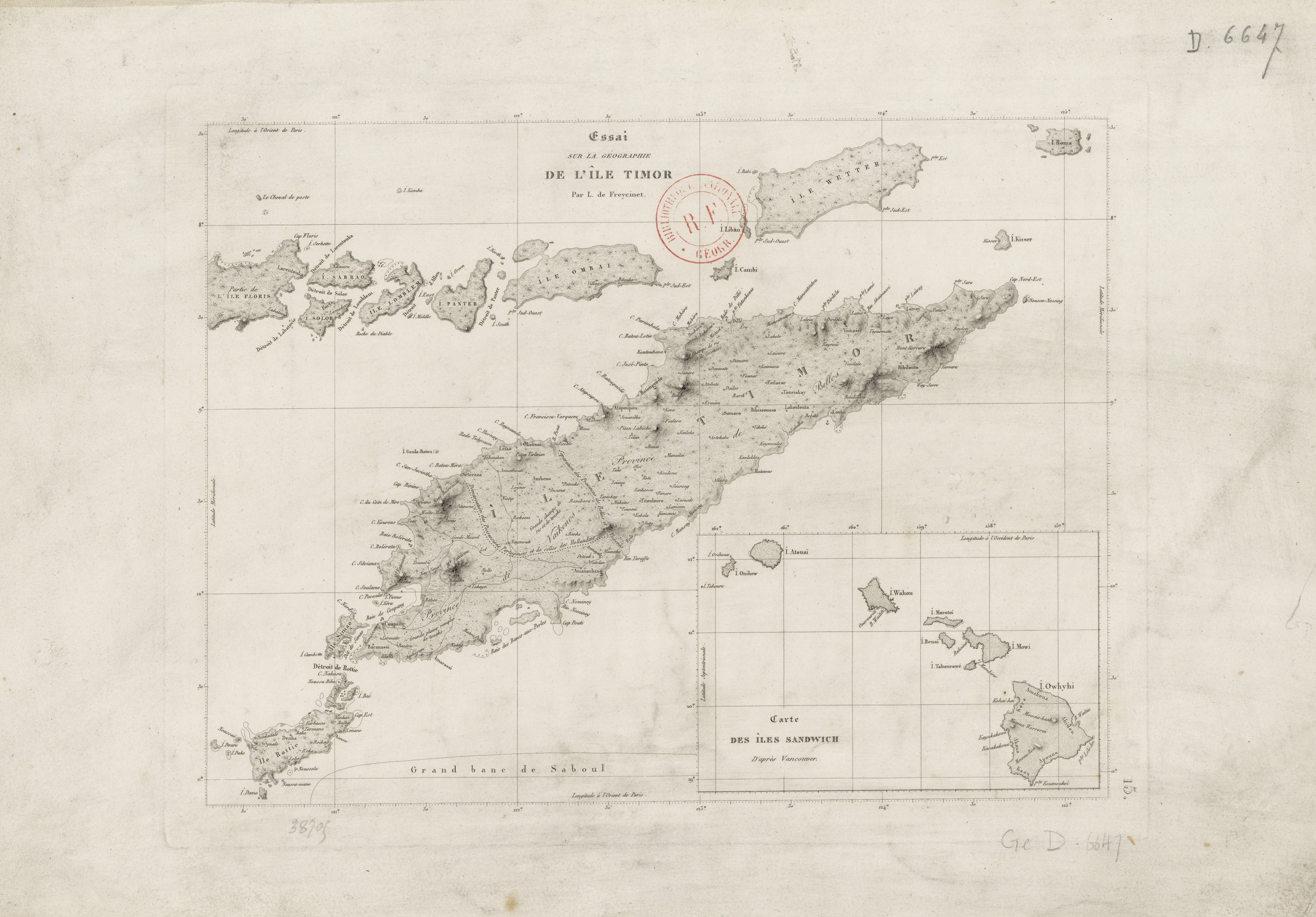
Carte de Timor par Louis Freycinet en 1820

Élu membre de l'Académie des sciences en 1825, il participe à la création de la Société de géographie.

## Publications
- Voyage de découvertes aux terres australes, exécuté sur les corvettes le Géographe, le Naturaliste et la goëlette le Casuarina, pendant les années 1800, 1801, 1802, 1803 et 1804, avec François Péron (3 volumes, 1807-1816) [PDF]Illustrations en ligne
- La Carte de Freycinet, première carte publiée des côtes de la Nouvelle-Hollande (Australie)
- Voyage autour du monde exécuté sur les corvettes de S. M. l'Uranie et la Physicienne pendant les années 1817, 1818, 1819 et 1820 (4 volumes, 1825-1844)  [PDF]Texte en ligne 1 2 3 4
- Journal de madame Rose de Saulces de Freycinet : campagne de "l'Uranie" (1817-1820) d'après le manuscrit original, accompagné de notes par Charles Duplomb, Société d'éditions géographiques, maritimes et coloniales (Paris),1927, 329 p. Texte en ligne sur Gallica
- On attribue de manière erronée à Louis Claude de Saulces de Freycinet l'Essai sur la vie, les opinions et les ouvrages de Barthélemy Faujas de Saint-Fond (1820) [PDF]Texte en ligne. L'auteur de l'ouvrage est en réalité de son père, nommé aussi Louis de Freycinet (voir Brun-Durand). Louis Claude de Saulces de Freycinet n’était pas en mesure de publier en 1820, car il avait fait naufrage aux Malouines et il était de l'autre côté du monde entre 1817 et 1820.

## Postérité
- Une rue de Paris porte son nom.
- le Parc national Freycinet dans la péninsule de Freycinet au centre-est de la Tasmanie, avec de nombreux points de carte portant le nom de marins de l'expédition Baudin et d'autres.

Des recherches sont toujours en cours pour retrouver l'emplacement d'un jardin potager entretenu à chaque passage d'expéditions françaises où les équipages pouvaient trouver les légumes laissés par les précédents travaux.

## Botanique
Une abréviation standard est attribuée à Louis de Freycinet. Celle-ci témoigne essentiellement de travaux que Charles Gaudichaud-Beaupré a publié dans Voyage autour du monde exécuté sur les corvettes de S. M. l'Uranie et la Physicienne pendant les années, sous la responsabilité de Freycinet.

## Pour approfondir